# Das (månekrater)
 For alternative betydninger, se das (flertydig). (Se også artikler, som begynder med das)
Das er et nedslagskrater på Månen. Det befinder sig på den sydlige halvkugle på Månens bagside og er opkaldt efter den indiske astronom Amil Kumar Das (1902 – 1961).
Navnet blev officielt tildelt af den Internationale Astronomiske Union (IAU) i 1970. 

## Omgivelser
Daskrateret ligger nordvest for den bjergomgivne slette Chebyshev. Sydvest for Das ligger det uregelmæssige Mariottekrater, og Von der Pahlenkrateret ligger mod øst-nordøst.

## Karakteristika
Krateret har en rand med skarp kant, som ikke er blevet ramt af betydende kratere. Det er nogenlunde cirkulært, men med mindre buler mod vest og nordvest. De indre vægge er skredet ned mod den ujævne kraterbund, så de er blevet stejlere nær randen.
Daskrater ligger i centrum af et svagt strålesystem. Disse udkastninger, som har højere albedo, er ubrudte ud til en afstand af næsten to kraterdiametre og bliver derefter mere pjuskede, særlig mod nordvest. Disse stråler overlapper et andet system mod øst-sydøst.

## Satellitkratere
De kratere, som kaldes satellitter, er små kratere beliggende i eller nær hovedkrateret. Deres dannelse er sædvanligvis sket uafhængigt af dette, men de får samme navn som hovedkrateret med tilføjelse af et stort bogstav. På kort over Månen er det en konvention at identificere dem ved at placere dette bogstav på den side af satellitkraterets midte, som ligger nærmest hovedkrateret. Daskrateret har følgende satellitkratere:
| Das | Længde  | Bredde   | Diameter |
| --- | ------- | -------- | -------- |
| G   | 26,9° S | 135,2° V | 32 km    |

## Måneatlas
- Billeder af Daskrateret i LPI-måneatlasset